# Дубравский, Франтишек
Франтишек Дубравский из Дубравки (ум. 1665) — польский государственный деятель, маршал сеймов (1649 и 1654), подстароста и подкоморий пшемысльский, полковник посполитого рушения Русского воеводства во время борьбы национально-освободительного движения на Украине.

## Биография
Представитель польского шляхетского рода Дубравских герба «Сас».
Депутат парламента Речи Посполитой в 1637, 1638, 1647, 1648 и 1650 годах. В 1648 году Франтишек Дубравский был членом комиссии, которая была создана для заключения мирного соглашения с украинским гетманом Богданом Хмельницким.
В 1651 году он ездил во главе посольства в Трансильванию, где пытался убедить князя Юрия Ракоци заключить союз с Речью Посполитой. В том же году был избран членом Коронного Трибунала.
В начале Шведского потопа (1655) Франтишек Дубравский сохранил верность польскому королю Яну II Казимиру Вазе. В 1657 году он занимал должность коменданта Перемышля.
Франтишек Дубравский был маршалком сеймиков Русского воеводства в 1642, 1645, 1646, 1647, 1650 и 1657 годах.
Его сын Павел Константин Дубравский (1649—1714), был епископом-суфраганом Пшемысльским с 1699 года.